# Бренді

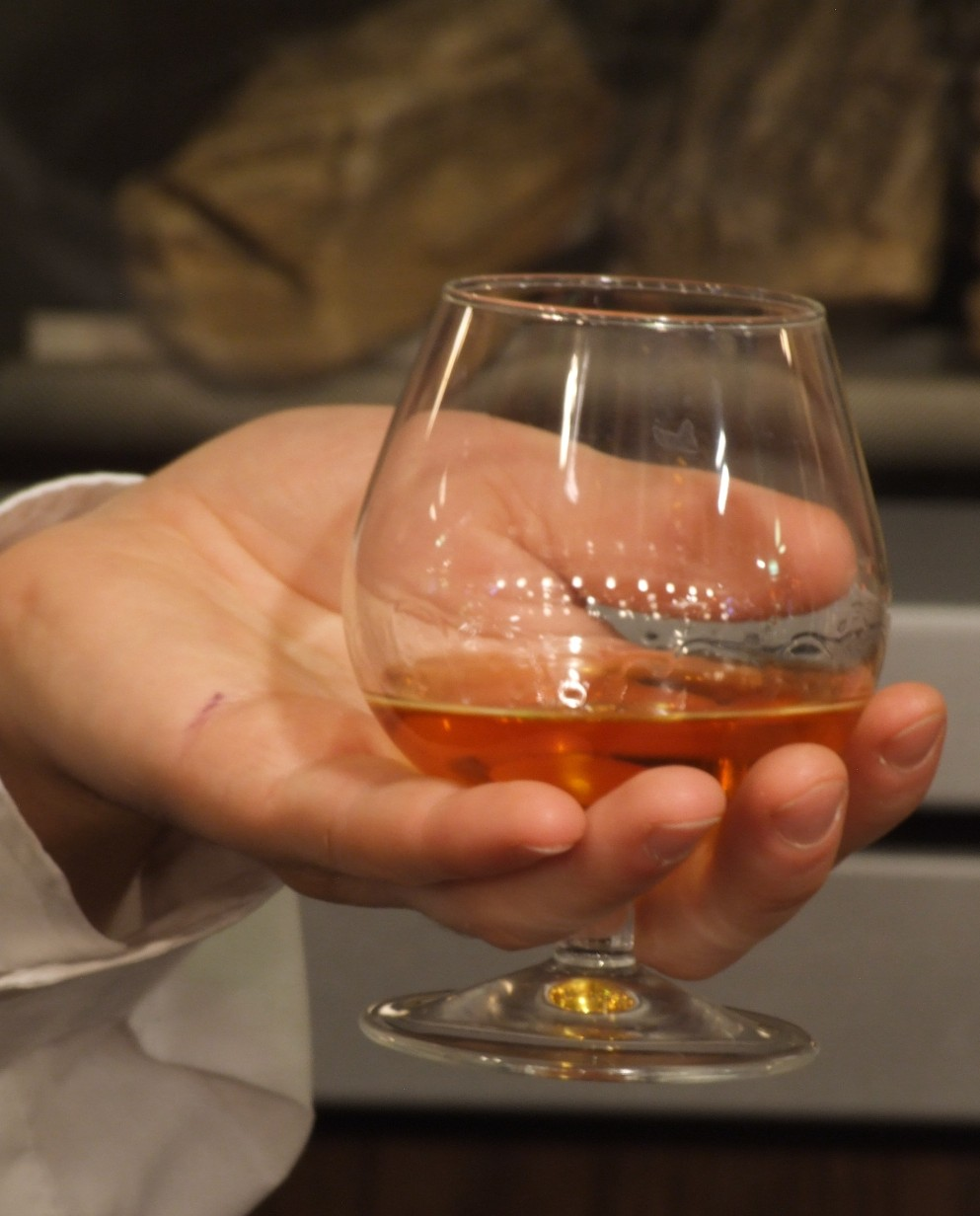
Склянка бренді, який значно нагрівається в руці. Якщо напій зігріти, то підсилюється його аромат і смак, але якщо напій перегріти, то частина напою випарується і він стане дуже міцним (чого не слід робити)

Бренді (англ. brandy, скорочення для brandywine, від нід. brandewijn «випалене вино», від branden «спалювати»; wijn «вино») — міцний спиртний напій, загальний (збірний) термін для позначення продуктів дистиляції (перегонки) виноградного вина, фруктової або ягідної бражки, вичавок винограду. Бренді — це також назва коньяків, вироблених не у Франції, або виготовлених у Франції, але за межами виноробного району Пуату Шаранта. Міцність 36-40 % до 60 % об'єму спирту.
Зазвичай вживається як дигестив (після їжі). Найвідомішим видом бренді є коньяк. Такі сорти бренді як коньяк і арманьяк отримали свої назви згідно регіону, в якому їх почали виробляти. В США і Європейському союзі діють різні правила маркування товарів, названих «бренді». В США, якщо продукт не витриманий в дубових діжках мінімум 2-х років, він буде маркований як молодий (immature). В ЄС достатньо витримати продукт в дубових діжках протягом шести місяців.

## Виготовлення міцного напою
Бренді являє собою міцний напій, який виготовляють за допомогою дистиляції (подвійної, безперервної чи змішаної) з наступною витримкою продукту в бочках, тому його не слід плутати із слабоалкогольними міксами на основі спирту з додаванням ароматизаторів типу «бренді-кола» (вміст спирту у них варіюється у межах максимально допустимого — 8 %; у Європі у таких напоях спирту 4–5 %).
Після дистиляції білих вин продукт має білий колір, а специфічного забарвлення набуває вже під час витримки в дубових бочках.

## Історія
У середні віки вино до Англії, Нідерландів, Північної Німеччини постачали з французької Аквітанії, найбільшим портом якої був Бордо. Цю торгівлю швидко прибрали до свої рук посередники — фламандці, до яких трохи згодом приєдналися й сусіди — голландці. Але під час довгої і виснажливої Столітньої війни вино не завжди вдавалося постачати вчасно і воно псувалося. Тож торговці вирішили перевозити не «усе вино», а лише його «квінтессенцію», дух — отриманий з вина винний спирт. А вже потім на місці продажу «відновлювати» його, додаючи до спирту воду. З «маркетингових» міркувань спирт почали іменувати «випаленим вином» — «брандевейном» фламандською, яке в англійській перетворилося на «бренді». Водночас переганяти вино на спирт, щоб воно «не встигло зіпсуватися», могли й самі виробники. Так відбувалося, скажімо, з арманьяком, який довгий час взагалі не продавали за межі Аквітанії, а споживали «на місці».
Офіційною датою появи арманьяка вважають 1411 рік. Але, враховуючи, що ним спочатку майже не торгували, можна припустити, що виробляти його почали ще раніше. Втім, навряд чи може йтися про 1334 рік, який багато хто вважає датою народження французького коньяку (набагато популярнішого в світі різновиду бренді) — хоча б тому, що його від початку виробляли на продаж і згадка про це мала б залишитися в джерелах.
Торгівля бренді зростала дуже швидко і охоплювала з кожним десятиріччям ширше коло споживачів. Після перемоги Амстердама над Ганзою у війні 1438—1441 років голландці здобули монополію на торгівлю зі Скандинавією і балтійськими країнами, і це відкрило напою шлях на північний схід. Маніпуляції з розведенням бренді водою швидко втратили сенс. Споживачі швидко призвичаїлися пити його нерозбавленим...

## Виноградні бренді
Найбільш розповсюджені у світі і специфічні національні назви мають бренді із виноградної сировини.
Витримані виноградні бренді виготовляють у Франції, Іспанії, Греції, Болгарії та інших країнах. Іспанські та грецькі бренді темніші й густіші, ніж французькі.

### Французькі бренді
Виноградні бренді — це насамперед «Арманьяк» (французьке виноградне бренді; напій отримав назву від місцевості Арманьяк) (включає область Жер, частину Ландів і кантони Ло і Гарони). Арманьяк був першим перегонним напоєм у Франції. Технологія виготовлення арманьяку однотипна з коньяком. Арманьяк виробляють із білих сортів винограду в провінції Гасконь: «Шевальє де ла Прад», «Принц де Гранлак», «Наполеон», «Самален» і інші марки. Найкращий сорт арманьяка витриманий не менше 15—20 років. Арманьяк витримується довше, ніж коньяк, як правило 12-20 років, а іноді 30 років. Найкращі сорти — Великий Арманьяк, Малий Арманьяк. Популярна марка арманьяка — «Маркіз де Монтескьє». Процес дозрівання припиняється в момент розливу Арманьяка в пляшки.
Наймолодший «Арманьяк» певної лінійки може мати витримку в дубовій бочці 2-3 роки. Наприклад, арманьяк «Шато де Манібон» (Chateau de Maniban) господарства, розташованого в місцевості Арманьяк (зона виробництва розташована на півдні Бордо), виготовлений дистиляцією білого вина з трьох сортів винограду (Коломбард, Уні Блан, Фоль Бланш), представлений трьома категоріями: VS, VSOP, і XO. Наймолодший арманьяк цієї лінійки відноситься до категорії VS. Його витримують в дубовій бочці 2-3 роки. Арманьяк «VSOP Chateau de Maniban» витримується приблизно 8 років. XO Chateau de Maniban дозріває в дубовій бочці протягом 15 років.
Бренді «Марк» отримують із вичавок червоного винограду, які після ферментації піддають дистиляції, спирт розбавляють до міцності 40 % або відправляють на витримку. Найкращими марками вважають «Ринь де Бордо», «Кото де ля Луар», «Марк де Шапмань», «О-де-ві Акітен» і ін.
Багато французьких винокурів пропонують недорогі і якісні бренді, допускаючи відступи від строгих правил виробництва коньяка і арманьяка. Такі позначення, як Napoleon, VSOP, XO і ін., які з'явились під впливом коньяку, можуть не відображувати термінів витримки продукту, в протилежність коньяку і арманьяку. Вони залишаються на совісті виробників, і їм можна довіряти лише із обмовками. Основними виробниками є: Cortel (Кортел), Seguin (Сеген), Bardinet (Бардіне).

### Іспанські бренді
В Іспанії нараховується біля десятка відомих марок. Серед них: Bobadillo (Бобадільо), Kardenal Mendoza (Кардинал Мендоза), Pedro Domecq (Педро Домек) — Fundator, Osborn (Осборн). Промовною маркою найкращого зразка іспанського бренді вважають Фундадор 25 річної витримки.

### Італійські бренді
Італійське бренді зазвичай має міцність 40 % відсотків спирту за об'ємом. Основні виробники Боутон (Bouton) і Сток (Stock). Приклади італійських бренді граппа: «Граппа ді Вердіккіо Старвеккіа», «Фассаті Віно Нобіле ді Монтепульчіанно», і ін. Граппа виготовляється із ферментованих і дистильованих виноградних вичавок з кісточками і стеблами.

### Болгарські бренді
Найвідоміше болгарське бренді — Пліска, з'явилося на ринку алкоголю у 1953 році. Завдяки порівняно невисокій ціні було досить популярним алкогольним напоєм в СРСР. Як сировина для виготовлення Пліски використовуються спирти, отримані зі світлих сортів винограду, які після перегонки витримуються мінімум 5 років.

### Грецькі бренді
Грецьке бренді Метакса виготовляють з мускатних сортів винограду, тому воно солодше за смаком і містить до 2,5 % цукру.

### Португальські бренді
У Португалії міцний спиртний напій з вина називають порт. aguardente. Серед португальських бренді можна виділити такі марки, як «Calem» (Калем) і «Ribeiro & Ferreira» (Рібейро & Феррейра), «Антікіссіма Агварденте велька резерва».

### У Німеччині
У Німеччині виготовляють напій Вейнбрант: Дюжарден Імперіал V.S.O.P., Маріакрон, Асбах Уралт і ін.

### У США
У США виготовляють просто бренді: «Крістіан Бразерс Спайленд Бренді», «Пол Масон» міцністю 35-40 об. і ін.

### Південно-африканські бренді
Найкращі південно-африканські бренді дистилюють коньячним методом і витримують не менше 3-х років в діжках. В Австралії бренді нерідко підсолоджують цукровим сиропом. Виготовляють бренді із вичавок мускатних сортів рожевого винограду. Відомими є чилійські і перуанські бренді під назвою «Піско» і «Піско Перувіан», які найчастіше є безколірними бренді, які використовують для приготування коктейлів з цукром, лимонним соком і льодом.

#### Приготування змішаних напоїв. Вживання продукту
У приготуванні змішаних напоїв коньяк і виноградні бренді використовують як основу. Для цього найкраще підходять ординарні коньяки, а витримані — як натуральний напій до кави і чаю. Коньяки добре поєднуються з різними фруктово-ягідними соками, лікерами і емульгаторами. Поєднання коньяка з ароматичними лікерами і ароматизованими винами дає можливість приготувати прекрасний коктейль ароматичного типу, а в поєднанні з фруктово-ягідними лікерами — післяобідній змішаний напій.
Виноградні бренді можна вживати окремо як аперитив.

## Плодово-ягідні бренді
Плодово-ягідні бренді — це ароматичні міцно алкогольні напої, які отримують перегонкою після бродіння плодових соків з наступною витримкою в дубових діжках не менше трьох років. Сировиною цих бренді є ожина, полуниця, малина, яблука, вишні, сливи, айва.
Найкращими вважають американське яблучне бренді «Епл Джек» (англ. Applejack), у Франції цей напій називають «Кальвадос». Об'ємний відсоток спирту 30-40 %. У Сербії виготовляють айвове бренді.
Сливове бренді виготовляють у Швейцарії, Угорщині, Сербії, Молдові, вишневе — у Франції, Швейцарії, Угорщині. Випускають вишневе бренді двох сортів: темно-вишневе і прозоре. Вміст спирту до 45 % об'єму продукту.
Плодово-ягідні бренді добре поєднуються з однотипними лікерами і різними соками.